# Penn & Teller
Penn Fraser Jillette (Greenfield, 5 marzo 1955) e
Raymond Joseph Teller (Filadelfia, 14 febbraio 1948), meglio noti come Penn & Teller, sono due illusionisti, artisti e divulgatori scientifici statunitensi.

## Carriera
Si definiscono come una "coppia di tipi eccentrici che hanno imparato a fare qualcosa di fico" ("a few cool things"). I loro spettacoli svolgono una deliberata opera di diffusione delle idee scettiche, atee e libertarie. Nel 2005 hanno ricevuto il premio Richard Dawkins Award per la loro opera di promozione dell'ateismo. Un loro progetto artistico si intitola Penn & Teller: Bullshit!, una trasmissione televisiva giunta all'ottava stagione finale nel 2010. Era uno spettacolo controverso che fra i molti temi trattati, nella tradizione dell'ultimo Houdini, affrontava in modo diretto le frodi e le falsità in argomenti quali i miracoli, la comunicazione con i defunti, i rapimenti alieni, le religioni, il feng shui, il proibizionismo e le teorie del complotto.
Alla Conferenza ONU sui cambiamenti climatici tenutasi a Cancún nel 2010, molti delegati dell'ONU firmarono una petizione per la messa al bando del monossido di diidrogeno (o DHMO) senza neanche sapere cosa fosse (si tratta dell'acqua, secondo la nomenclatura IUPAC). Il duo Penn & Teller riuscì durante una manifestazione ambientalistica a far raccogliere migliaia di firme per la messa al bando del DHMO, per evidenziare appunto come molte persone, anche con un buon livello di istruzione, si allarmano spesso senza alcun motivo.
Teller ha recitato come guest star in 3 episodi nella serie TV The Big Bang Theory, interpretando il signor Fowler, il papà di Amy Farrah Fowler. Compare insieme a Penn in quattro episodi di Sabrina vita da strega e nell'ultima puntata della quinta stagione di Young Sheldon dove interpretano il brufolo e il pus di Sheldon. Compaiono inoltre nell'ottavo episodio della quinta stagione di Babylon 5, dove interpretano il fittizio duo comico Rebo e Zooty.